# Рональд Мукіїбі
Рональд Мукіїбі (англ. Ronald Mukiibi, нар. 16 вересня 1991, Гетеборг) — шведський та угандійський футболіст, центральний захисник клубу «Утсіктенс» і національної збірної Уганди.

## Клубна кар'єра
Народився 16 вересня 1991 року в Гетеборзі. Починав займатися футболом у команді «Моссенс», а перший професійний контракт уклав 2010 року з місцевим клубом «Квідінг», у складі якого протягом чотирьох років взяв участь у 40 іграх другого і третього шведських дивізіонів. 
2014 року став гравцем вищолігового «Геккена», пробитися до основного складу якого не зумів. Наступного року був відданий в оренду до «Естерсунда», де став основним центральним захисником, допомігши команді за результатами сезону 2015 року здобути підвищення в класі до найвищого шведського дивізіону, після чого клуб уклав з ним повноцінний контракт. У розіграші 2016/17 став у складі «Естерсунда» володарем Кубка Швеції.

## Виступи за збірну
Маючи угандійське походження 2017 року уперше був запрошений до лав збірної цієї країни, проте відмовився. Двома роками пізніше погодився на аналогічу пропозицію і дебютував в офіційних матчах у складі національної збірної Уганди.
У складі збірної був учасником Кубка африканських націй 2019 року в Єгипті, де виходив на поле в одній грі групового етапу.

## Титули і досягнення
- Володар Кубка Швеції (1):

«Естерсунд»: 2016-2017